# Marcel Valk (voetballer, 1967)
Marcel Valk (Hazerswoude-Rijndijk, 18 april 1967) is een Nederlands oud-profvoetballer. De rechtsbenige schaduwspits debuteerde op zijn 23e in het betaald voetbal. Van januari 2008 tot februari 2010 was hij assistent-trainer van zijn vroegere club Willem II.

## Biografie

### Speler
Valk speelde bij amateurclubs VV Koudekerk, LV Roodenburg, RCL en UVS voordat FC Den Haag hem een kans gaf in de eredivisie van het betaalde voetbal. Hij debuteerde op 26 augustus 1990 in de wedstrijd FC Den Haag - Fortuna Sittard. Na twee jaar degradeerde Valk met de residentieclub naar de eerste divisie, maar daar werd hij een jaar later uitgehaald door RKC Waalwijk. Vervolgens speelde Valk elf seizoenen aaneen met verschillende clubs op het hoogste niveau in Nederland.
Met Willem II speelde Valk tijdens het seizoen 1998/1999 tegen Dinamo Tbilisi en Real Betis Sevilla in de UEFA Cup* en werd hij tweede in de eredivisie. Daarop speelde hij het seizoen erna met de Tilburgers vijf wedstrijden in de UEFA Champions League*.
Na zijn laatste profcontract bij ADO Den Haag verkaste Valk naar de amateurclub AGOVV, dat toe wilde treden tot het betaalde voetbal. Met de Apeldoorners werd hij algeheel amateurkampioen van Nederland, waarop de club zich het seizoen daarna in mocht schrijven in de eerste divisie. Valk was inmiddels 35 en maakte de promotie niet meer mee, omdat hij stopte met voetballen.

### Trainer
Na zijn actieve voetbalcarrière werd Valk trainer van DOS Kampen en vervolgens van VV Koudekerk. Tegelijkertijd voerde hij scoutingswerkzaamheden uit voor Willem II. Hoewel hij had toegezegd in 2008/2009 RCL te komen trainen, werd hij in januari 2008 door Andries Jonker gevraagd assistent-trainer te worden bij Willem II. Valk en Jonker kenden elkaar van hun tijd bij FC Volendam. RCL toonde begrip, waarna Valk in Tilburg een contract voor een half jaar aanging, met een optie voor nog twee jaar. In juni werd die optie gelicht. Op vrijdag 19 februari 2010 werd Valk samen met hoofdtrainer Alfons Groenendijk ontslagen vanwege tegenvallende resultaten in het seizoen 2009/10. Hun functies werden per direct overgenomen door Edwin Hermans (trainer Willem II-beloften) en Mark Schenning (trainer Willem II-vrouwen).
Valk tekende in januari 2011 een contract met zijn voormalige club VV Koudekerk. Hier zal hij in het seizoen 2011/2012 het roer overnemen. Eind 2012 begon hij een voetbalschool in zijn woonplaats Koudekerk aan den Rijn en werd assistent-coach van het vrouwenteam van ADO Den Haag.
In 2019 werd hij coach van het Amsterdamse WV-HEDW, waarmee hij in 2021/2022 kampioen werd in de eerste klasse. In september 2023 stapte hij op als trainer, na tegenvallende resultaten in de Vierde Divisie.

## Clubstatistieken
| Seizoen  | Club            | Competitie     | Wedstrijden | Doelpunten |
| -------- | --------------- | -------------- | ----------- | ---------- |
| 1990-'91 | FC Den Haag     | Eredivisie     | 32          | 6          |
| 1991-'92 | FC Den Haag     | Eredivisie     | 26          | 3          |
| 1992-'93 | ADO Den Haag    | Eerste divisie | 23          | 4          |
| 1993-'94 | RKC             | Eredivisie     | 26          | 2          |
| 1994-'96 | Go Ahead Eagles | Eredivisie     | 39          | 4          |
| 1995-'98 | FC Volendam     | Eredivisie     | 60          | 9          |
| 1997-'00 | Willem II       | Eredivisie     | 63          | 6          |
| 2000-'01 | Willem II       | Eerste divisie |             |            |
| 2000-'01 | ADO Den Haag    | Eerste divisie | 19          | 2          |

## Trivia
- Toen Valk in 2008 assistent-trainer van Willem II werd, stond daar nog één speler in de selectie met wie hij zelf speelde, Delano Hill.